# Sigurd Asserson

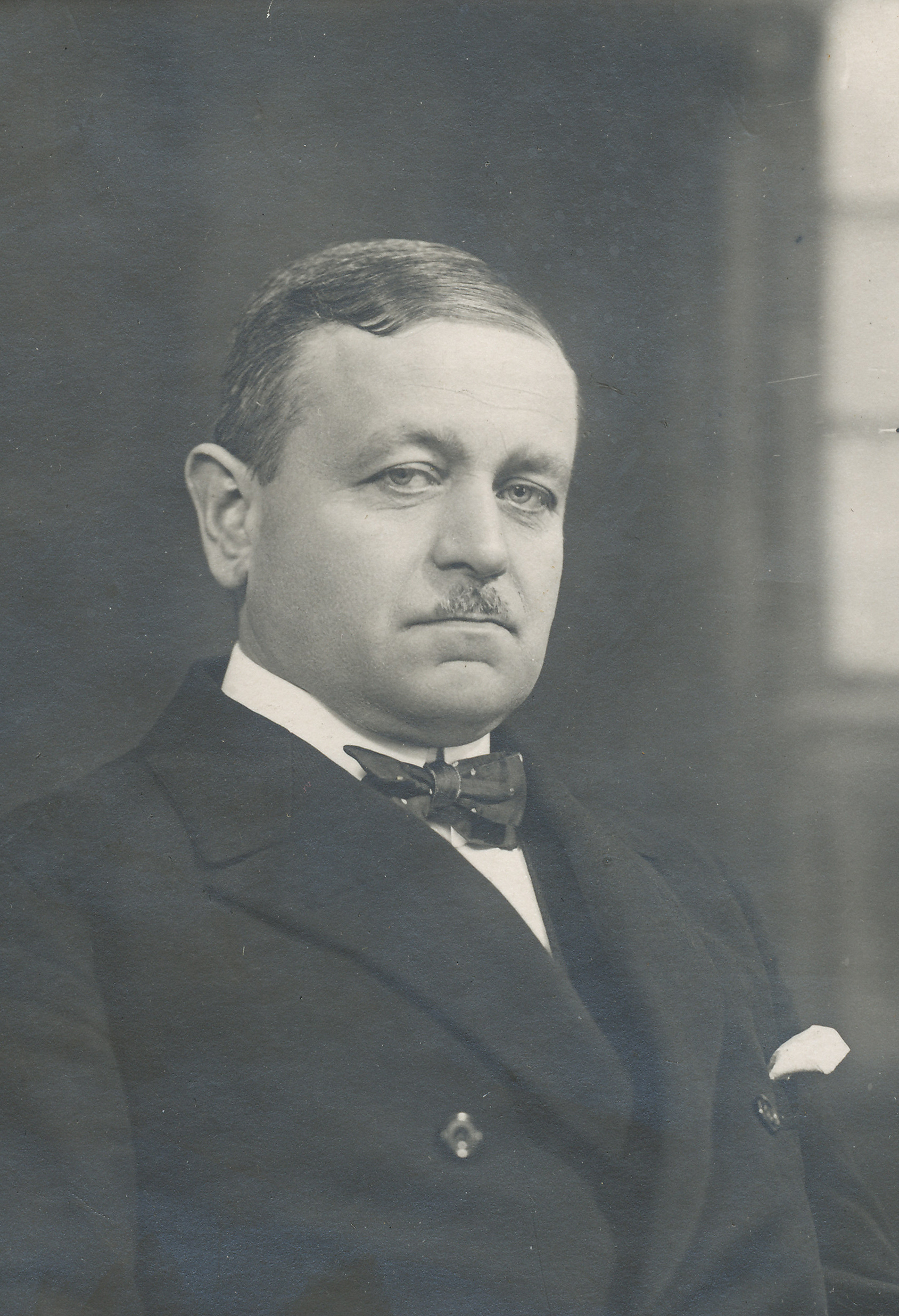
Sigurd Asserson, um 1930

Sigurd Karsten Asserson (* 25. Juni 1882 in Sandnes; † 19. Juli 1937 in Oslo) war ein norwegischer Jurist und Direktor des norwegischen Fischereidirektorats.

## Leben
Asserson wurde als Sohn des Schiffskapitäns und Bauers Kristian Asserson (1838–1916) und Anna Anfindsen (1850–1926) geboren. 1903 legte er in Stavanger sein Examen artium ab und wurde 1907 cand. jur. 1908 trat er in die Fischereiverwaltung ein und wurde zunächst Sekretär beim norwegischen Fischereiagenten im britischen Hull. 1909 wurde er Sekretär für kommerzielle Angelegenheiten der Salzwasserfischerei, der späteren norwegischen Fischereidirektion, in Bergen. Er heiratete 1911 Ingrid Haabeth (1885–1973), Tochter des Bürgermeisters Arne Haabeth. Im Jahr 1913 übernahm er das Amt des norwegischen Fischereiagenten in Hamburg, das er so in der Zeit des Ersten Weltkriegs innehatte. Aufgrund der Konkurrenz der Kriegsgegner Deutschland und Großbritannien um den norwegischen Fisch, gewann diese Funktion eine besondere Bedeutung.
Aufgrund seiner internationalen Erfahrung, seiner Sprachkenntnisse und des erwiesenen diplomatischen Geschicks wurde er 1918, mit erst 36 Jahren, Leiter des bedeutendsten norwegischen Fischereibüros. Er galt auch als guter Redner und Autor. Zum Kriegsende gingen die norwegischen Fischexporte stark zurück. Der bisherige Fischereidirektor Johan Hjort trat aus Protest gegen die Politik der Regierung zurück.
Von der Regierung Gunnar Knudsen wurde Asserson zum neuen Fischereidirektor, mit Sitz in Bergen ernannt. Diese Funktion hatte er bis zu seinem Tod inne. Asserson war politisch liberal eingestellt und gehörte zur Venstre.
Seitens der Behörden gab es den Wunsch, die Fischer Norwegens in einem Verband zu sammeln. Asserson war Vorsitzender einer entsprechenden Kommission, wobei er auf eine Freiwilligkeit der Fischer setzte. Fischereipolitische Differenzen zwischen Nord- und Südnorwegen machten das Vorhaben schwierig. Die Gründung des norwegischen Fischereiverbandes erfolgte letztlich erst 1926.

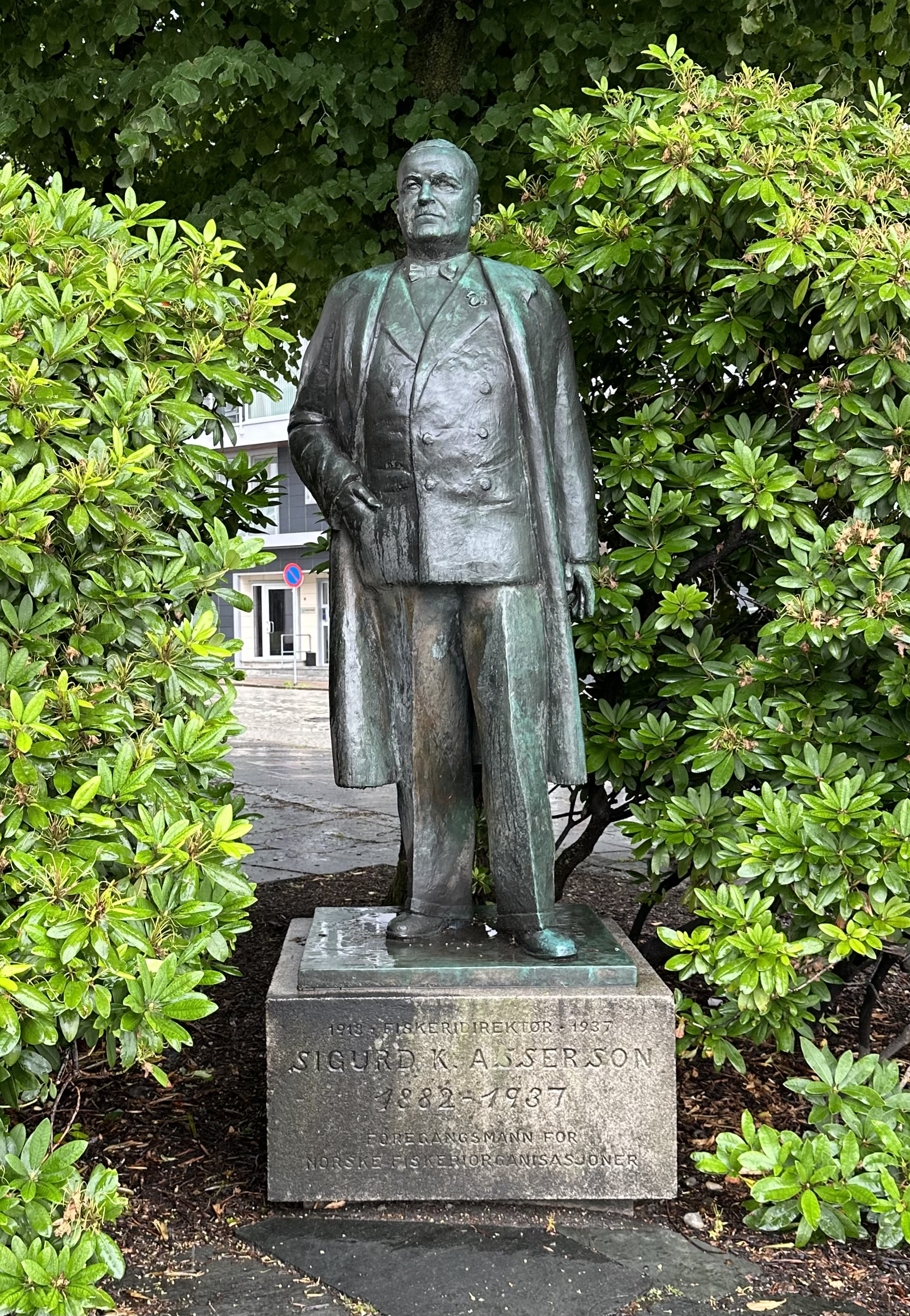
Denkmal in Bergen, 2023

Besonders engagiert war Asserson bei der Sicherung des Exports von Fischereierzeugnissen. Im Zuge eines international aufkommenden starken Protektionismus setzte er sich mit einer intensiven Reisediplomatie dafür ein, den norwegischen Export sicherzustellen. Unter ihm entwickelte die Fischereidirektion eine Qualitätskontrolle für Fischereierzeugnisse. 
1937 verstarb er auf einer Dienstreise nach Kopenhagen in Oslo an Herzversagen.

## Ehrung
Er erhielt mehrere internationale Auszeichnungen, so den schwedischen Wasaorden, den spanischen Al Merito Civil, den belgischen Leopoldsorden und er war Ritter des polnischen Orden Polonia Restituta. In Bergen wurde ihm zu Ehren 1951 das Asserson-Denkmal errichtet.